# Estrichleger

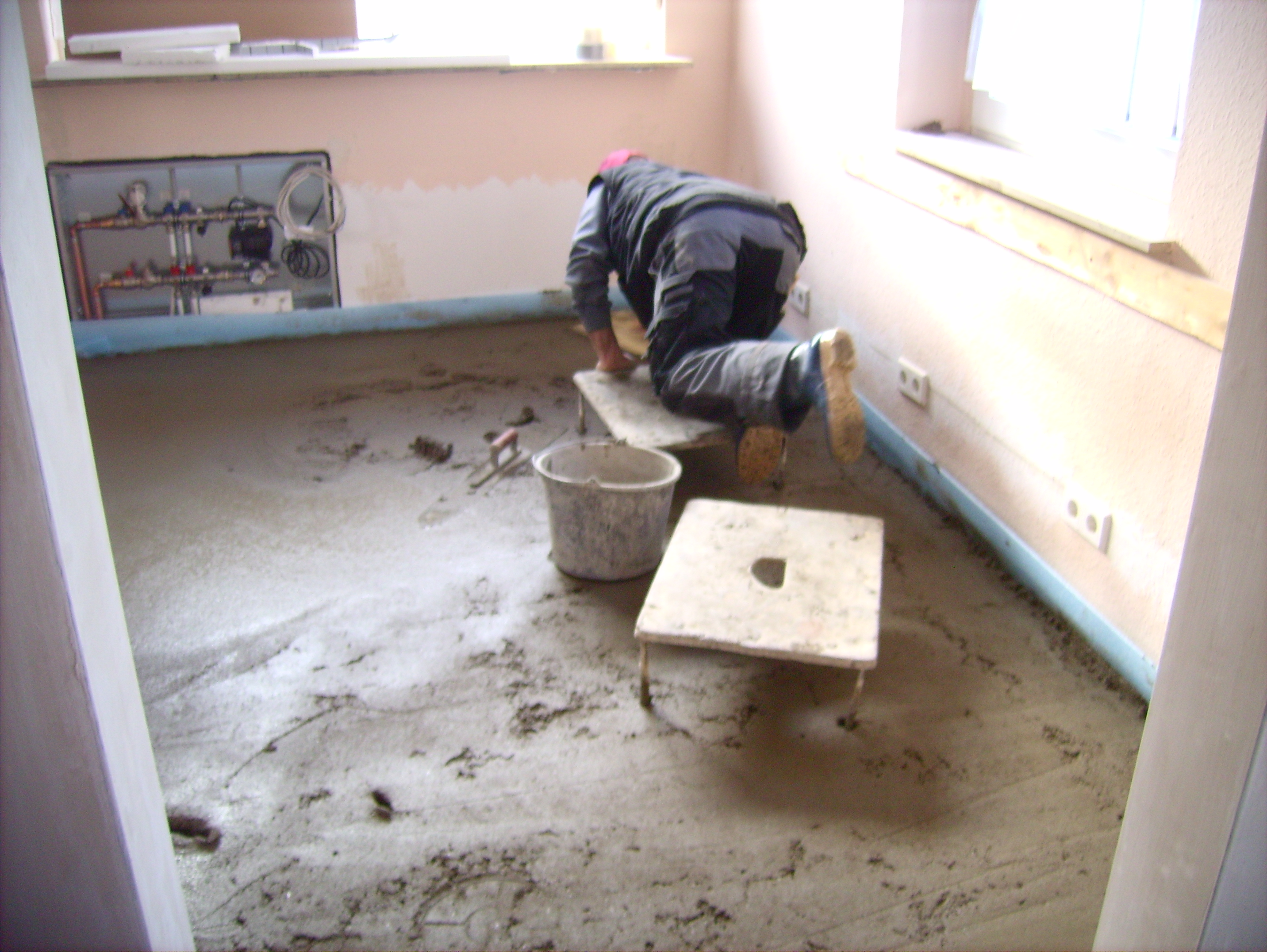
Ein Estrichleger bei der Arbeit

Der Estrichleger ist in Deutschland ein staatlich anerkannter Ausbildungsberuf nach Berufsbildungsgesetz und Handwerksordnung.

## Ausbildungsdauer und Struktur
Die Ausbildungsdauer zum Estrichleger beträgt in der Regel drei Jahre. Die Ausbildung erfolgt an den Lernorten Betrieb und Berufsschule.
Der Beruf ist Teil der Stufenausbildung in der Bauwirtschaft. Er stellt die zweite Stufe zum Ausbaufacharbeiter dar.

## Arbeitsgebiete
Estrichleger stellen Estriche aus verschiedenen Materialien her. Dazu bereiten sie den Untergrund vor, stellen Estrichmörtel her und verarbeiten ihn. Sie bringen schwimmende Estriche, Verbundestriche oder Estriche auf Trennschichten ein, tragen Kunstharzschichten auf und bauen Hohlraum- und Doppelböden ein. Weiterhin verlegen sie Oberböden aus Platten, Bahnen und Laminaten. Falls erforderlich bauen sie auch Dämmstoffe für den Wärme-, Kälte- und Schallschutz ein. Estrichleger arbeiten im Neubau und in der Sanierung.

## Ausbildungsvergütung
Die Höhe der Ausbildungsvergütung richtet sich häufig nach tarifvertraglichen Festlegungen. Die Bundesagentur für Arbeit gibt für Deutschland folgende Beträge für Ausbildungsvergütungen an (Stand 2024):
1. Ausbildungsjahr: 880 bis 935 Euro
2. Ausbildungsjahr: 1.095 bis 1.230 Euro
3. Ausbildungsjahr: 1.305 bis 1.495 Euro